# Codru grădinărit

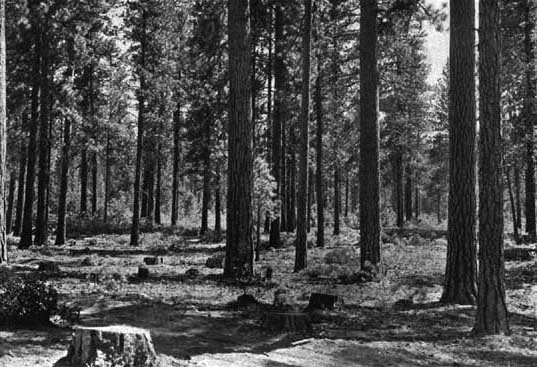
Tăierea selectivă a pinului galben (Pinus ponderosa) într-o pădure din Oregon

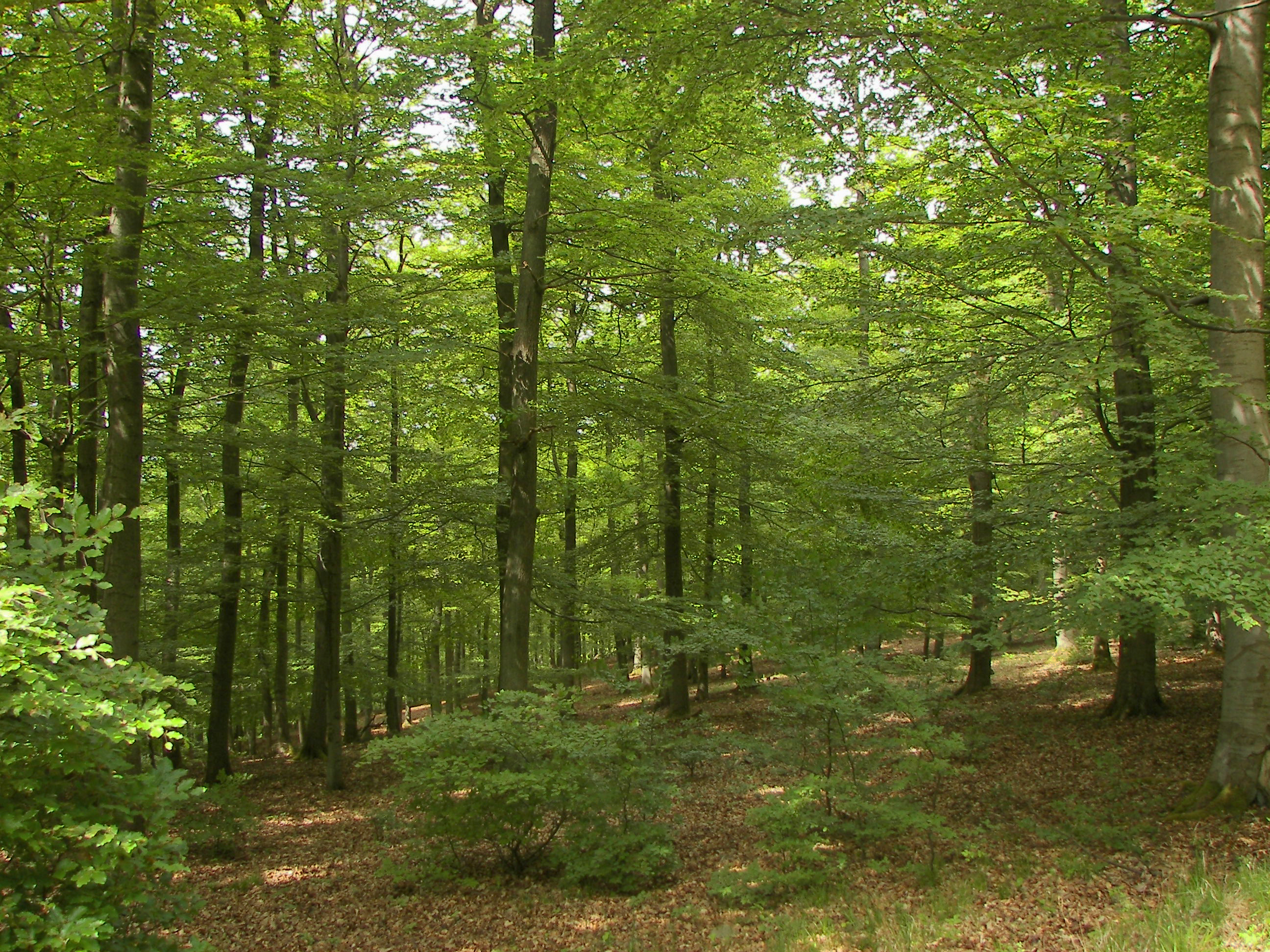
Codrul grădinărit cu arbori de fag (Fagus sylvatica) în Germania

Codrul grădinărit este un codru format din arbori de vârste diferite (plurieni) și dimensiuni diferite. În codru grădinărit, lucrările de îngrijire au un caracter continuu și se execută concomitent cu tăierea selectivă a unor arbori sau grupe mici de arbori ale căror grosimi au depășit un anumit diametru, ceea ce imprimă un caracter permanent procesului de exploatare - regenerare și lucrărilor de îngrijire, în vederea realizării și menținerii unei structuri pluriene.

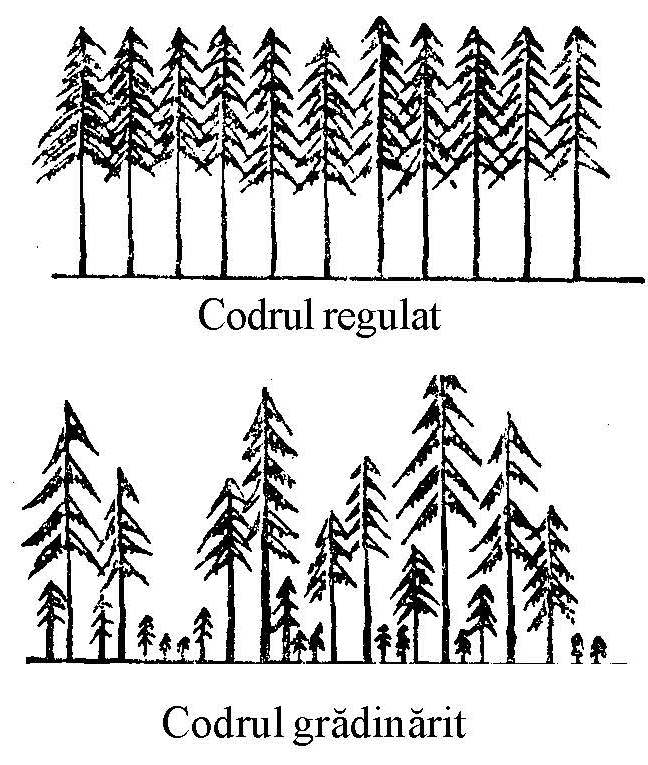
Codrul regulat și grădinărit

Există două feluri de codru, care diferă esențial din punct de vedere al exploatării lui: codrul regulat și codrul grădinărit. În codrul regulat majoritatea arborilor au dimensiuni apropiate și vârste apropiate (arbori relativ echieni), cu diferențe mai mici de 20 de ani intre ei, ceea ce înseamnă că regenerarea pădurii s-a produs într-un interval scurt de timp, după exploatarea pădurii bătrâne. Avantajul principal este ușurința exploatării, adică se pot tăia în câteva etape toți arborii, regenerând apoi pădurea la loc. Codrul grădinărit e apropiat de modelul natural al pădurii, adică în pădure  există permanent arbori de toate vârstele, împrăștiați uniform sau în grupuri, de la puieți până la arbori bătrâni. Regenerarea lor are loc permanent, când un arbore bătrân este tăiat, alți arbori tineri cresc în locul lui. Avantajul principal este că pădurea este permanent păstrată, iar echilibrul ecologic este mult mai bun.
Există și alt tip al structurii codrului – codru cvasigrădinărit care include arborete a căror distribuție a numărului arborilor pe categorii de diametre este intermediară celor de tip regulat și grădinărit; arboretele se caracterizează prin prezența unui număr mare de arbori de dimensiuni mijlocii (asemănător codrului regulat), dar și subțiri (ca în grădinărit).
Codrul grădinărit este cel mai intensiv tratament aplicat în pădurile din România. Subunitățile de codru grădinărit însumate la nivel național ocupă o suprafață de 54394,0 ha reprezentând circa 0,86 % din fondul forestier al României. Studiul tratamentului codrului grădinărit i-a preocupat în ultimii 50 de ani pe silvicultorii români de vază, semnificative fiind cercetările în domeniu efectuate de Rucăreanu (1953), Popescu-Zeletin și Amzărescu (1953), Toma (1957), Carcea (1961), Giurgiu (1964), Leahu (1969, 1971), Dissescu (1989), Guiman (2007).
În franceză  termenul echivalent al codrului grădinărit este futaie  jardinée, în germană Plenterwald, în engleză selection forest, în rusă выборочный высокоствольник.